# 32 г. пр.н.е.
32 (тридесет и втора) година преди новата ера (пр.н.е.) е обикновена година, започваща в понеделник или вторник, или високосна година, започваща в неделя, понеделник или вторник по юлианския календар.

## Събития

### В Римската република
- Консули на Римската република са Гней Домиций Ахенобарб и Гай Созий. Суфектконсули стават Луций Корнелий Цина и Марк Валерий Месала.
- Февруари – двамата действащи консули напускат Рим, за да се присъединят към Марк Антоний.[1]
- Май – Антоний и Клеопатра преместват щабквартирата си от остров Самос в Атина.[1]
- През лятото и есента:
  - Антоний се развежда с Октавия;[1]
  - Луций Мунаций Планк и Марк Тиций дезертират и преминават на страната на Октавиан като го информират за съдържанието на Антониевото завещание. В нарушение на традициите и законите, Октавиан се сдобива със завещанието и го обявява пред обществото;[2][3]
  - Октавиан получава клетви за вярност от всички общини в Италия и западните провинции (вероятно единствено от римските граждани).[1][2][3]
  - Сенатът снема от Антоний правомощията му на триумвир и отнема полагащото му се за следващата година консулство.[3]
  - Сенатът и Октавиан обявяват война на Клеопатра като формално декларацията не засяга Антоний.[3]
  - Антоний разполага гарнизони по западното крайбрежие на Гърция, флотът му се базира при Акций, а щабквартирата му се установява в Патра.[3]

## Починали
- 31 март – Тит Помпоний Атик,[1] римски конник (роден 110 г. пр.н.е.)